# Боздак (Улитауський район)
Бозда́к (каз. Боздақ) — село у складі Улитауського району Улитауської області Казахстану. Входить до складу Амангельдинського сільського округу.
Населення — 24 особи (2021; 64 у 2009, 66 у 1999, 108 у 1989).
Національний склад станом на 1989 рік:
- казахи — 75 %.

У радянські часи село називалось також Кішитау.